# Navas de Sobremonte
Navas de Sobremonte es una localidad de la provincia de Palencia (Castilla y León, España) que pertenece al municipio de Aguilar de Campoo.

## Situación
Navas de Sobremonte se encuentra al final de la carretera que parte de Villanueva de Henares, en el límite con la provincia de Cantabria.
Dista a 16 kilómetros aproximadamente de Aguilar de Campoo.

## Historia reciente
Esta localidad permaneció abandonada durante 12 años antes de que en 1982 se instalara un vecino, repoblándola.
A principios de 2014 y por resolución judicial la Diputación de Palencia concede una subvención al Ayuntamiento de Aguilar de Campoo, para el pavimentado de la carretera de acceso entre Navas y Villanueva de Henares. Las obras finalizan el 25 de noviembre.

## Demografía
Evolución de la población en el siglo XXI
| Gráfica de evolución demográfica de Navas de Sobremonte entre 2007 y 2020 |
|                                                                           |
| Población de derecho (2000-2020) según el padrón municipal del INE        |

Hasta el año 2007, en los datos del Instituto Nacional de Estadística no constaba como unidad poblacional la localidad de Navas de Sobremonte.

## Historia
A la entrada del pueblo pueden apreciarse tallados en la roca lo que fueran los goznes de las puertas de un castro celtíbero prerrománico.